# Verlag Modernes Lernen
Der Verlag Modernes Lernen Borgmann GmbH & Co. KG (Eigenschreibweise: verlag modernes lernen) ist ein deutscher Buchverlag mit Sitz in Dortmund.
Das Programm schlüsselt sich in sechs Sachgruppen auf: Pädagogik, Ergotherapie, Logopädie, Entwicklungsförderung in Theorie und Praxis, praktische Psychologie sowie Psychotherapie. In der DNB sind mit Stand Anfang Juni 2022 etwas über 150 Publikationen dokumentiert, eigenen Angaben zufolge besteht der Verlag zu diesem Zeitpunkt „seit über 50 Jahren“.

## Veröffentlichungen (Auswahl)
- Lore Anderlik: Montessori – ein Weg zur Inklusion, 2011, ISBN 978-3-8080-0671-9.
- Olaf-Axel Burow: Grundlagen der Gestaltpädagogik. Lehrertraining – Unterrichtskonzept – Organisationsentwicklung, 1988, ISBN 978-3-8080-0162-2.
- Andreas D. Fröhlich, Ursula Haupt: Leitfaden zur Förderdiagnostik mit schwerstbehinderten Kindern. Eine praktische Anleitung zur pädagogisch-therapeutischen Einschätzung., 2004, ISBN 3-8080-0586-6.
- Jürgen Hargens: Systemische Therapie ... und gut. Ein Lehrstück mit Hägar., 2003, ISBN 978-3-8080-0537-8.
- Johannes Herwig-Lempp: Von der Sucht zur Selbstbestimmung. Drogenkonsumenten als Subjekte., 1994, ISBN 3-86145-066-6.
- Erich Kasten: Übungsbuch Hirnleistungstraining, 6. Aufl., 2012, ISBN 978-3-86145-311-6.
- Hans E. Kehrer: Praktische Verhaltenstherapie bei geistig Behinderten, 1997, ISBN 978-3808004029.
- Ferdinand Klein: Bewegung, Spiel und Rhythmik. Drei unverzichtbare Elemente in der inklusiven Kita-Praxis, 2021, ISBN 978-3-8080-0901-7.
- Siegfried Kosubek: Balancierte Erziehung. Erziehung aus Liebe zum Kind., 1986, ISBN 978-3-8080-0104-2.
- Armin Krenz: Was Kinderzeichnungen erzählen. Kinder in ihrer Bildsprache verstehen., 3. Aufl. 2009, ISBN 978-3-8080-0660-3.
- Oskar Lockowandt (Hrsg.): Frostig Integratives Therapieprogramm. Lesen und Lesestörungen., Band 1, 1993, ISBN 978-3-86145-061-0.
- Karl-Heinz Menzen: Kunsttherapie in der sozialen Arbeit : Indikatoren und Arbeitsfelder, 2013, ISBN 978-3-8080-0699-3.
- Anke Nienkerke-Springer, Wolfgang Beudels: Komm wir spielen Sprache: Handbuch zur psychomotorischen Förderung von Sprache und Stimme., 2001, ISBN 978-3-8080-0566-8
- Helmut Pauls, Antonia Lammel (Hrsg.): Sozialtherapie. Sozialtherapeutische Interventionen als dritte Säule der Gesundheitsversorgung, 2017, 2. Aufl. 2020, ISBN 978-3-8080-0851-5.